# Flavien Ranaivo
Flavien Ranaivo (Arivonimamo, 13 de mayo de 1914-Troyes, 20 de diciembre de 1999) fue un poeta y periodista malgache.

## Biografía
De familia noble, pasó gran parte de su vida en contacto con la naturaleza. Su obra está influenciada por canciones malgaches, en particular por el hain-teny. Ocupó también importantes puestos gubernamentales.

## Obra
- L'ombre et le vent (1947)
- Mes chansons de toujours (1955)
- Le retour au bercail (1962)
- Littérature magache (1956)
- Images de Madagascar (1968)